# Pêcherie fixe du littoral de la Manche
Une pêcherie est une installation et une technique de pêche qui consiste à faciliter la prise des poissons en les piégeant. Celles du littoral de la Manche sont fixes et très importantes par leur envergure. Certaines peuvent atteindre 350 mètres de côté. Les pêcheries sont en forme de V, en bois ou en pierre, ce qui induit des techniques de pêche différentes. Mais dans les deux cas, les poissons sont pris au piège par le système des marées.
Les pêcheries fixes du littoral de la Manche, et en particulier celles d'Agon-Coutainville, de Hauteville-sur-Mer, Granville, Saint-Pair-sur-Mer et Jullouville sont inscrites à l’Inventaire du patrimoine culturel immatériel en France.

## Historique
« D’une manière générale, les pêcheries font leur première apparition dans les sociétés antérieures à l’introduction de l’agriculture de l’Amérique du Nord et de l’Australie. Elles sont également bien attestées en Europe, en particulier par le corpus des sites mésolithiques submergés danois et  irlandais, dont les plus anciens datent de 6000 ans av. J.-C.

Les pêcheries préhistoriques de Saint-Jean-le-Thomas (situé dans le nord de la baie du Mont- Saint-Michel) forment un ensemble complexe de plusieurs installations parmi les plus anciennes de ce type en Europe. Elles sont vieilles de près de 4000 ans. Les hommes ont construit en plusieurs étapes une vaste installation en bois (près de 2000 pieux), couvrant plus de trois hectares et destinés à piéger les poissons. À cette époque, les hommes sont depuis longtemps sédentaires, maitrisent parfaitement l’agriculture et l’élevage. »

— Cyrille Billard, Terre de pêcheries. 4000 ans d’archéologie et d’histoire sur le littoral de la Manche.

## Les pêcheries
Il existe plusieurs types de pêcheries : les pêcheries en bois, les pêcheries en pierre et les pêcheries mobiles, que l’on trouve plutôt dans la baie du mont Saint-Michel.

### Pêcheries en bois
Les pêcheries en bois sont aujourd’hui toutes situées dans la région de Granville. Une pêcherie se compose d’environ 1500 pieux en bois exotiques, rachetés aux moulières qui s’en séparent au bout d’une quinzaine d’années. Des branches de saule d’environ 4 ans sont tressées entre les pieux. De l’osier peut également être ajouté.
À la pointe du V se trouve le benâtre, un cercle qui retient prisonniers les poissons. Aujourd’hui, ses parois sont en plastique tressé. C’est souvent une récupération des rouleaux de grillage formant les poches à huitres. Les pêcheries sont souvent faites de matériaux de récupération. 

### Pêcheries en pierre
Les pêcheries en pierre sont situées plus au sud, entre le havre de la Vanlée et  le havre de Carteret. Les deux branches de V sont ici des murs en pierres sèches. A la pointe se trouve une porte aujourd’hui en plastique dans la plupart des cas, avant en bois. À cette porte est accroché un filet qui piège les poissons. 
Aujourd’hui, de tels types de pêcheries ne sont plus construits. On se contente de les entretenir en effectuant une surveillance constante. Les pêcheries en pierre demandent moins d’interventions mais celles-ci sont plus lourdes que pour les pêcheries en bois. Il faut par exemple relever les pierres tombées, mais avec un savoir-faire particulier qui a tendance à disparaitre et qui entraine le fait qu’aujourd’hui, les murs ne sont remontés qu’approximativement. Cela amène de nombreux risques puisque les pêcheurs marchent sur ces murs, de plus en plus instables. 

### Pêcheries mobiles ou tésures
La baie du mont Saint-Michel accueille les dernières pêcheries mobiles. Elles peuvent être déplacées voire complètement disparaitre pendant certaines périodes de l’année. Il existe plusieurs styles de pêcherie mobiles, mais les plus abouties et les plus utilisées sont les tésures.  

« Constituée de quatre nappes de filets formant un entonnoir et prolongé par une cage servant de piège, la tésure est tendue par l’intermédiaire de cordages à des pieux nommés palets. Le sommet de chaque palet dispose d’une marque permettant l’identification du pêcheur. Orientées pour pêcher à marée descendante, les tésures sont disposées en batterie, perpendiculairement au courant, soit directement dans les bras des fleuves divaguant à marée basse ou dans des filandres, chenaux asséchés à marée basse. Apparues plus récemment dans les années 1930, les grandes tésures ou benâtres correspondent à une adaptation dans les secteurs à plus faibles courants de marée (…) Le choix de l’implantation est en grande partie dicté par l’évolution des fonds. (…) Les pêcheurs à pied de cette partie de la baie ont donc acquis une véritable lecture sensible de l’estran leur permettant de prédire les évolutions futures (…) »

— Jean-Yves Cocaign, in, Terre de pêcheries. 4000 ans d’archéologie et d’histoire sur le littoral de la Manche.